# Aletta Jacobs
Aletta Henriëtte Jacobs (Hoogezand-Sappemeer, 9 de fevereiro de 1854 – Baarn, 10 de agosto de 1929) foi uma médica holandesa e ativista do sufrágio feminino.

## História
Nascida em uma família judaica em uma pequena cidade, teve muitas realizações em diferentes campos, como o sufrágio feminino, a medicina e a ajuda a pessoas de baixa renda. Também foi a primeira mulher a frequentar oficialmente uma universidade holandesa e a primeira médica de seu país.